# Łuk Wolności Narodu Ukraińskiego
Łuk Wolności Narodu Ukraińskiego (ukr. Арка свободи українського народу), wcześniej znany jako Łuk Przyjaźni Narodów (ukr. Арка дружби народів) – pomnik mieszczący się w Kijowie w parku Chreszczatyj. Odsłonięty 7 listopada 1982, podczas obchodów 1500-lecia Kijowa, dla upamiętnienia 60. rocznicy powstania ZSRR oraz „zjednoczenia Ukrainy z Rosją w 1654” (jak w Związku Radzieckim propagandowo określano ugodę perejasławską).

## Nazwa
Pomnik został wzniesiony w 1982. Wówczas składał się z trzech elementów rzeźbiarskich:
- tytanowego łuku w kształcie tęczy o średnicy 50 metrów;
- brązowej rzeźby przedstawiającej rosyjskiego i ukraińskiego robotnika trzymających Radziecki Order Przyjaźni Narodów;
- granitowej steli z postaciami uczestników Rady Perejasławskiej z 1654[2].

Ocalały łuk znajduje się obok tarasu widokowego, z którego roztacza się panorama wschodniego brzegu Dniepru z dzielnicą Trojeszczyna oraz położone na północ od pomnika na brzegu zachodnim dzielnice Padół oraz Obołoń.
Rzeźba znajdująca się pod łukiem, przedstawiająca ukraińskiego i rosyjskiego robotnika stojących razem, została usunięta w kwietniu 2022 w związku z rosyjską inwazją na Ukrainę. 17 kwietnia 2024 r. Ministerstwo Kultury i Polityki Informacyjnej pozbawiło pomnik statusu zabytku i zezwoliło na jego demontaż. 25 kwietnia 2024 r. Kijowska Miejska Administracja Państwowa ogłosiła, że monument nie zostanie zburzony – mimo że Ukraiński Instytut Pamięci Narodowej opowiadał się za jego całkowitym demontażem. 30 kwietnia 2024 r. zdemontowano jedynie 20-elementową kompozycję rzeźbiarską, o wadze ponad 6000 ton, upamiętniającą ugodę perejasławską.
Od 14 maja 2022, decyzją Rady Miasta Kijowa, oficjalna nazwa pomnika brzmi: Łuk Wolności Narodu Ukraińskiego. Wcześniej zespół pomnikowy potocznie określany był jako „Tęcza” (ukr. Райдуга) lub „Jarzmo” (ukr. Ярмо́).